# القرآن: محاولة لفهم عصري (كتاب)
كتاب القرآن: محاولة لفهم عصري هو كتاب من تأليف الدكتور مصطفى محمود يتحدث فيه عن موضوعات دينية مختلفة، ويقدم لها تفسيرًا عصرانيًا متواكبًا مع جدائد هذا العص، ويستند في ذلك إلى الاستبناط من الآيات، وإلى التفكير في إطار هذه الآيات، هذه الموضوعات والقضايا مثل: قصة الخلق، الجنة والنار، هل الإنسان مخير أم مسير، الغيب، والساعة، والحلال والحرام، وغير ذلك من القضايا التي تشغل الكثير من المسلمين.
والكتاب هو حالة تأملية للكاتب يحاول فيها عرض مدى إعجاز القرآن، ويقدم تفسيرًا وفهمًا اجتهاديًا للآيات بعد رحلة.

## مقتطفات من الكتاب
- “لن تكون متدينا إلا بالعلم...فالله لا يعبد بالجهل”
- “الشكر على العطاء ألا تعصى به من أعطاك”
- “وإذا كانت العبارة القرآنية لا تقع على آذاننا اليوم موقع السحر والعجب والذهول، فالسبب هو التعود والألفة والمعايشة منذ الطفولة والبلادة، والإغراق في عامية مبتذلة أبعتدنا عن أصول لغتنا.. ثم أسلوب الأداء الرتيب الممل الذين نسمعه من مرتلين محترفين يكرون الصورة من أولها إلى آخرها بنبرة واحدة لا يختلف فيها موقف الحزن من موقف الفرح من موقف الوعيد من موقف البشرى من موقف العبرة، نبرة واحدة رتيبة تموت فيها المعاني وتتسطح العبارات”
- “الصيام رياضة روحية وقهر للبدن وكبح وإلجام للعنصر الحيوانى في الإنسان”
- “إذا رأيت البلاء يطهرك فهو نعمة... وإذا رأيت النعمة تطغيك فهى غضب”
- “الدين أحساس قبل أن يكون نظرية تؤخذ بالبرهان وهو حالة قلبية أولا قبل أن يكون حالة عقلية”
- “وكل ما تعبد من دون الله شرك... إذا كنت عبدا لنفسك وهواك ومصلحتك فأنت مشرك، وإذا كنت عبدا لعصبية العائلة أو القبيلة أو العنصر أو الجنس فأنت مشرك... وإذا استعبدتك فكرة مجردة أو نظرية أفسدت عليك مسالك تفكيرك فأصبحت ترفض مناقشة أي فكرة أخرة فأنت راكع أمام صنم وإن كان صنما مجردا ومنحوتا من الفلسفة لا من المادة”
- “إن الإنسان يعيش مضطربا بين عالمين.. عالم إرادته الحرة بداخله.. وعالم المادة حوله الراسف المغلول في القوانين وسبيله الوحيد إلى فعل حر هو معرفة هذه القوانين والفطنة إلى استغلالها بالوفاق معها.. وهو دائما أمر ممكن”
- “إن الكلمات لتذوب في يد خالقها وتصطف وتتراص في معمار ورصف موسيقى فريد هو نسيج وحده بين كل ما كتب بالعربية سابقا ولاحقا”
- “أسلوب الأداء الرتيب الممل الذي نسمعه من مرتلين محترفين يكررون السورة من أولها إلى آخرها بنبرة واحدة لا يختلف فيها موقف الحزن من موقف الفرح من موقف الوعيد من موقف البشرى من موقف العبرة نبرة واحدة رتيبة تموت فيها المعاني وتتسطح العبارات”
- “أكثر الناس لا ينظرون إلا للنفع القريب العاجل الملموس، فهم عبيد لمعداتهم وشهواتهم.. وليس هذا احتقارا للأغلبية وإنما فهم لحدودها ودورها.. فالذى يأخذ رأى الأغلبية في معضلات المغناطيسية والكهرباء، يظلم الأغلبية ويظلم نفسه ويظلم المغناطيسية والكهرباء.”
- “إذا كانت العبارة القرآنية لا تقع على آذاننا اليوم موقع السحر والعجب والذهول، فالسبب هو التعود والألفة والمعايشة منذ الطفولة والبلادة والإغراق في عامية مبتذلة أبعدتنا عن أصول لغتنا.”
- “لن تستطيع أن تحرر إنسانا إلا إذا بدأت فحررت نفسك أولا”